# 龙云 (中国工农红军)
龙云（1908年—1934年12月）原名龙治贞，又名龙之干、龙飞云，苗族，贵州省锦屏县茅坪镇人:61，中国工农红军高级将领。2016年，黔东南苗族侗族自治州人民政府追认为革命烈士。
1919年，龙云与同乡龙康庄（龙大道）、龙泰璜前往武汉求学。最初，他与龙泰璜在湖南独立第五师当兵。1927年与浏阳县赵姓女子结婚，有一女龙莲英。1928年，龙云随部参与平江起义，次年被任命为红五军第五纵队十一大队队长，后升任红五军团随营学校大队长。1930年10月，在红军整编中，龙被调往红一军团，任红十二军35师师长。后又转任中央红军学校第一队队长、独立第五师师长、红三军团红21师师长等职。其后被派往湘赣苏区，任军区参谋长兼红军随营学校第四分校校长。1934年8月，湘赣苏区主力部队合并成立红六军团，龙云担任新组建的红18师师长。
1934年10月，红六军团开始长征，进入贵州，但在甘溪战斗中遭到桂系军队猛烈攻击，被迫决定突围与红三军会合。龙云奉命率领红18师断后，掩护主力部队撤离战场。最终，龙云所部在石阡县困牛山被敌军包围全歼，龙云被俘。12月，龙云被处决于湖南长沙（一说1936年2月因伤病恶化死于武汉狱中）。
龙云牺牲后，其生平、经历长期湮灭:61。2008年4月，贵州省锦屏县地方史志办公室工作人员查阅该县档案馆相关历史资料。从当年电文中方才得知龙云系锦屏县茅坪人:61。1931年前后，他的妻子赵氏（称赵妹、湖南妹）和女儿龙莲英回到家乡茅坪。1935年前后，赵氏病亡。龙莲英由龙云胞兄抚养长大。2010年代左右仍健在。2016年，黔东南自治州人民政府拟追认龙云为革命烈士。12月5日前，贵州省人民政府研究后，根据《烈士褒扬条例》及相关规定批复同意。